# Daniel Beneš
Daniel Beneš (* 19. března 1970 Havířov) je český manažer, od září 2011 generální ředitel a předseda představenstva ČEZ. Je viceprezidentem Svazu průmyslu a dopravy a Aliance pro bezemisní budoucnost. Byl členem Národní ekonomické rady vlády.

## Život a kariéra
Po absolvování gymnázia na ul. Studentská v Havířově vystudoval Strojní fakultu Vysoké školy báňské – Technické univerzity Ostrava (získal titul Ing.) a Brno International Business School Nottingham Trent University (získal titul MBA).[zdroj?]
V letech 1993 až 1997 působil jako vedoucí odbytu ve společnosti Bohemiacoal, později jako ředitel společnosti Hedviga Group. V letech 2000 až 2004 byl ředitelem firmy TCHAS, předního importéra a obchodníka s palivy v ČR. Do společnosti ČEZ přišel v roce 2004. Nejdříve byl od července 2004 do ledna 2005 ředitelem úseku Nákup, od února 2006 do května 2007 působil jako ředitel Divize Správa. Od 1. června 2007 do 15. září 2011 byl výkonným ředitelem společnosti ČEZ. Zároveň se v prosinci 2005 stal členem představenstva ČEZu, od května 2006 do září 2011 byl místopředsedou představenstva (z toho v letech 2008 až 2010 jako 1. místopředseda).

## Veřejné působení
Od roku 2015 je členem představenstva Svazu průmyslu a dopravy ČR, nyní[kdy?] působí jako jeho viceprezident. Od roku 2023 je viceprezidentem Aliance pro bezemisní budoucnost. Působil také jako člen obnovené Národní ekonomické rady vlády. Byl členem Komise pro problematiku klimatu Rady vlády pro výzkum, vývoj a inovace a Uhelné komise, která byla poradním orgánem vlády ČR.

## Generální ředitel
15. září 2011 byl Daniel Beneš po rezignaci Martina Romana zvolen předsedou představenstva a generálním ředitelem ČEZ.

### Nová strategie ČEZ a směry moderní energetiky
Již během podzimu 2011 aktualizoval ČEZ pod jeho vedením svou dlouhodobou strategii. Upravená strategie reagovala na změny regulace energetiky na úrovni Evropské unie i na nové bezpečnostní požadavky. V roce 2014 pak Beneš představil zcela novou strategii Skupiny ČEZ, postavenou na třech prioritách. První z nich byla patřit k nejlepším v tradiční energetice – provozovat klasické výrobní zdroje s co nejnižší nákladovostí a maximální bezpečností. Druhou prioritou byla nabídka kvalitních a inovativních služeb a produktů zaměřených na energetické potřeby koncových zákazníků – rozvoj moderní decentrální energetiky. ČEZ si stanovil za cíl zvyšovat tržní podíl v oblasti malých kogenerací a rozvíjet podnikání v oblasti inteligentních energetických řešení (fotovoltaické panely, tepelná čerpadla, podpora rozvoje elektromobility). Třetí prioritou bylo posílení a konsolidace pozice skupiny ČEZ ve střední Evropě, včetně plánu zajímavých akvizic, který je ale založen na konzervativní finanční politice a pečlivém hodnocení vývoje evropské regulace energetiky.[zdroj?]
V květnu 2021 Skupina ČEZ pod vedením Daniela Beneše v rámci své akcelerované strategie VIZE 2030 – Čistá Energie Zítřka definovala strategické cíle do roku 2030 zohledňující dekarbonizační vizi Evropské unie a stanovila si konkrétní ambice v oblasti společenské odpovědnosti a udržitelného rozvoje s cílem maximalizovat hodnotu pro akcionáře. Hlavní strategické cíle a závazky jsou definované v rámci jednotlivých strategických priorit včetně cílů v oblasti ESG.[zdroj?]

### Stabilní dividenda
Skupina ČEZ pod Benešovým vedením vykazuje stabilní výplatu dividendy. ČEZ vyplácí dividendu každoročně od roku 2001. Dle dlouhodobé dividendové politiky vyplácel ČEZ každoročně 60 – 100 % čistého zisku. V roce 2019 došlo díky stabilizaci cen elektřiny ke změně dividendové politiky, v následujících letech měl ČEZ vyplácet 80 – 100 % čistého zisku ročně.

### Mezinárodní rating ČEZ
Hodnocení společnosti ČEZ mezinárodními agenturami vykazuje dlouhodobě velmi dobré výsledky, a to i navzdory rychle měnícím se podmínkám na celosvětových i evropských energetických trzích. Agentura Fitch v roce 2019 potvrdila rating ČZE na stupni A- a zvýšila výhled na „stabilní“. Důvodem byly vyšší ceny přeprodané elektřiny a stabilní dividenda. V roce 2020 tento rating potvrdila. Ratingová agentura Moody`s aktualizovala v lednu 2021 Credit Opinion společnosti ČEZ s nezměněným dlouhodobým ratingovým hodnocením na úrovni „Baa1“ se stabilním výhledem. Standard & Poor's potvrdila v březnu 2021 dlouhodobé ratingové hodnocení společnosti ČEZ na úrovni "A-", rovněž se stabilním výhledem.

### Obnova a modernizace elektráren
Od roku 2012 pokračoval ČEZ v obnově vybraných uhelných elektráren s cílem provozovat do budoucna jen vysoce efektivní zdroje s nízkým emisním faktorem. ČEZ bude postupně v souladu s Aktualizací státní energetické koncepce, cíli Evropské unie a rozhodnutími České republiky odstavovat uhelné elektrárny. Do roku 2020 ČEZ odstavil uhelné elektrárny o celkovém výkonu 1000 MW, což se rovná přibližně výkonu jednoho bloku Elektrárny Temelín.

### Obnovitelné zdroje
Evropská unie schválila pro rok 2030 nové ambiciózní cíle v oblasti dekarbonizace, obnovitelných zdrojů i energetické účinnosti a na přelomu let 2019 a 2020 uhlíkovou neutralitu pro rok 2050. Ke komplexním změnám docházelo i na českém energetickém trhu. Česká republika zapracovala cíle Evropské komise do klimaticko-energetického plánu s nárůstem podílu výroby z obnovitelných zdrojů energie. ČEZ v souladu s dlouhodobou strategií, kterou představil Daniel Beneš v roce 2014, zvyšoval podíl energie vyrobené z obnovitelných zdrojů a posiluje decentrální energetiku.

### Přechod na bezemisní energetiku
ČEZ postupně realizoval kroky k postupnému přechodu k nízkoemisní a bezemisní výrobě elektřiny, s využitím mixu obnovitelných zdrojů a bezemisní elektřiny z jaderných elektráren. Cílem skupiny bylo podle Daniela Beneše zajistit uhlíkovou neutralitu do roku 2050.

### Příprava výstavby nového bloku Elektrárny Dukovany
Státní energetická koncepce a Národní akční plán rozvoje jaderné energetiky (NAP JE) deklarovaly vůli vybudovat dva nové jaderné bloky v elektrárnách Temelín a Dukovany jako způsob, jak do budoucna zajistit dodávky elektřiny a zároveň naplňovat cíle EU v oblasti ochrany klimatu. V návaznosti na doporučení NAP JE začal ČEZ od roku 2015 připravovat výstavbu nového bloku Elektrárny Dukovany. V červenci 2020 podepsal stát s ČEZ smlouvy k plánovanému novému bloku, do konce roku 2020 by mělo být vypsáno výběrové řízení na dodavatele stavby. Podle Beneše zajistí nový blok dostatek cenově dostupné elektřiny, jejíž spotřeba bude v budoucnu stoupat.

## Osobní život
Daniel Beneš je rozvedený. Byl také dlouholetým členem ČSSD, ale kvůli pracovní kariéře členství ve straně pozastavil.

## Ostatní
V červnu 2013 zveřejnil deník E15 obvinění Jany Nagyové a tzv. rebelujících poslanců ODS z korupce, z něhož vyplývá, že o možných postech pro dotyčné politiky s Nagyovou hovořil i Beneš.